# Хуашань

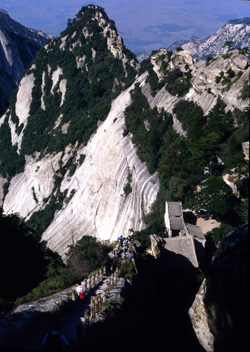
Гірська стежка на горі Хуашань.

Хуашань (кит. трад. 华山, спр. 華山, піньїнь Huáshān — «квіткова гора») — одна з п'яти священних гір даосизму в Китаї, належить до хребта Ціньлін на території провінції Шеньсі, недалеко від повітового міста Хуаінь (станція на залізниці Сіань—Лоян). Лежить у південно-східному куті Ордоської дуги (англ. Ordos Loop) річки Хуанхе. Нараховує п'ять гірських піків, найвищий Південний — 2160 м. 
Гора відома мальовничими скелями й складним небезпечним підйомом на вершину. Гірська стежка з'єднує декілька вершин до найвищої. Унікальний гірський маршрут. Дорогою розташовані численні даоські монастирі, пагоди, храми, брами й місточки. Мільйони китайців щорічно здійснюють паломництво у ці місця, де кожен мріє залишити про себе слід червоною стрічкою або замком.
На старовинній китайській карті світу, на якій країна представлена у формі квадрата, гора Хуашань займає місце західного кута.

## Клімат
Гора знаходиться у зоні, котра характеризується вологим субтропічним кліматом. Найтепліший місяць — липень із середньою температурою 18.3 °C (65 °F). Найхолодніший місяць — січень, із середньою температурою -7.2 °С (19 °F).
| Клімат Хуашані (на висоті 2 км) | Клімат Хуашані (на висоті 2 км) | Клімат Хуашані (на висоті 2 км) | Клімат Хуашані (на висоті 2 км) | Клімат Хуашані (на висоті 2 км) | Клімат Хуашані (на висоті 2 км) | Клімат Хуашані (на висоті 2 км) | Клімат Хуашані (на висоті 2 км) | Клімат Хуашані (на висоті 2 км) | Клімат Хуашані (на висоті 2 км) | Клімат Хуашані (на висоті 2 км) | Клімат Хуашані (на висоті 2 км) | Клімат Хуашані (на висоті 2 км) | Клімат Хуашані (на висоті 2 км) |
| Показник                        | Січ.                            | Лют.                            | Бер.                            | Квіт.                           | Трав.                           | Черв.                           | Лип.                            | Серп.                           | Вер.                            | Жовт.                           | Лист.                           | Груд.                           | Рік                             |
| Абсолютний максимум, °C         | 8                               | 11                              | 16                              | 20                              | 22                              | 27                              | 27                              | 26                              | 22                              | 20                              | 12                              | 11                              | 27                              |
| Середній максимум, °C           | −3                              | 0                               | 5                               | 9                               | 13                              | 18                              | 21                              | 19                              | 15                              | 10                              | 3                               | 0                               | 9                               |
| Середня температура, °C         | −6                              | −3                              | 2                               | 6                               | 10                              | 15                              | 18                              | 16                              | 12                              | 6                               | 0                               | −3                              | 6                               |
| Середній мінімум, °C            | −10                             | −6                              | −1                              | 3                               | 7                               | 13                              | 15                              | 13                              | 9                               | 3                               | −2                              | −7                              | 3                               |
| Абсолютний мінімум, °C          | −22                             | −22                             | −12                             | −11                             | −2                              | 2                               | 8                               | 6                               | −1                              | −10                             | −13                             | −20                             | −22                             |
| Норма опадів, мм                | 0                               | 10                              | 30                              | 40                              | 100                             | 40                              | 160                             | 180                             | 110                             | 30                              | 60                              | 20                              | 840                             |
| Днів з дощем                    | 3                               | 5                               | 6                               | 4                               | 11                              | 7                               | 14                              | 13                              | 14                              | 6                               | 5                               | 5                               | 96                              |
| Вологість повітря, %            | 51                              | 50                              | 58                              | 60                              | 63                              | 60                              | 74                              | 77                              | 70                              | 65                              | 64                              | 55                              | 62                              |
| ------------------------------- | ------------------------------- | ------------------------------- | ------------------------------- | ------------------------------- | ------------------------------- | ------------------------------- | ------------------------------- | ------------------------------- | ------------------------------- | ------------------------------- | ------------------------------- | ------------------------------- | ------------------------------- |
| Джерело: Weatherbase            |                                 |                                 |                                 |                                 |                                 |                                 |                                 |                                 |                                 |                                 |                                 |                                 |                                 |